# Hymenomima infoveata
Hymenomima infoveata är en fjärilsart som beskrevs av Paul Dognin 1916. Hymenomima infoveata ingår i släktet Hymenomima och familjen mätare. Inga underarter finns listade i Catalogue of Life.